# Людина-павук: Абсолютно новий день
«Людина-павук: Абсолютно новий день» (англ. Spider-Man: Brand New Day) — майбутній американський художній фільм режисера Дестіна Деніела Креттона з Томом Холландом у головній ролі. Сценарій написали Кріс Маккенна та Ерік Соммерс по коміксам Marvel про пригоди супергероя Людини-павука. Він має стати 38-м за рахунком фільмом медіафраншизи "Кінематографічний всесвіт Marvel" (КВМ), четвертим у шостій фазі та четвертим у серії фільмів КВМ про Людину-павука.
Sony розпочала роботу над четвертим фільмом про Людину-павука у КВМ у серпні 2019 року разом із кінокоміксом «Людина-павук: Немає шляху додому». Продюсер Емі Паскаль повідомила у листопаді 2021 року, що фільм має започаткувати нову трилогію фільмів про Людину-павука з Холландом. Sony та Marvel Studios активно починали працювати над сюжетом у грудні. У лютому 2023 року Маккенна та Соммерс розпочали написання сценарію. Креттон розпочав переговори про зйомки у вересні 2024 року. У жовтні він офіційно став режисером. Зйомки мають відбутися з червня по жовтень 2025 року в Лондоні.
Кінокомікс має вийти у прокат 31 липня 2026 року.

## У ролях
- Том Голланд — Пітер Паркер / Людина-павук: Супергерой і колишній Месник, який отримав павучі здібності після укусу радіоактивного павука.
- Седі Сінк — невідома роль
- Джон Бернтал — Френк Касл / Каратель
- Марк Раффало — Брюс Беннер / Халк
- Майкл Мендо — Мак Гарган / Скорпіон
- Ліза Колон-Заяс — невідома роль[3]

## Створення
У серпні 2019 року стало відомо, що Sony Pictures приступила до створення четвертого фільму про Людину-павука в рамках медіафраншизи «Кінематографічний всесвіт Marvel» (КВМ) одночасно з третім з підзаголовком «Немає шляху додому». У тому ж місяці Sony оголосила, що знімати «Немає шляху додому» без участі Marvel Studios та голови студії Кевіна Файгі. Sony та Marvel раніше працювали над «Поверненням додому» та «Далеко від дому». Переговори між студіями про укладення нової угоди з виробництва фільмів провалилися. Новина від Sony отримала негативні відгуки від фанатів. Зрештою Sony та Disney відновили переговори. Наприкінці вересня обидві студії оголосили про нову угоду, в рамках якої Marvel Studios та Файгі спродюсують «Немає шляху додому» для Sony разом з продюсером Емі Паскаль. У лютому 2021 року виконавець ролі Пітера Паркера / Людини-павука Том Голланд сказав, що після «Немає шляху додому» закінчується його контракт з Sony та Marvel, але сподівається знову зіграти героя в майбутньому. У липні виконавиця ролі Мішель «Ем-Джей» Джонс-Вотсон Зендея заявляла в липні, що не знає, чи планується ще один фільм про Людину-павука в рамках КВМ. У жовтні Голланд назвав «Немає шляху додому» фіналом франшизи, що розпочалася з «Повернення додому». Актор пояснив, що решта фільмів про Людину-павука з КВМ відрізнятимуться від першої трилогії.
У листопаді 2021 року Холланд повідомив, що не впевнений, чи повинен він далі зніматися у фільмах про Людину-павука. Актор вважав би неправильним продовжувати грати роль у свої тридцять років. Холланд зацікавився фільмом, де замість Паркера Людиною-павуком буде Майлз Моралес. Незважаючи на це, Паскаль сподівалася продовжити співпрацю з Холландом при створенні майбутніх фільмів про Людину-павука. Пізніше вона повідомила, що робота над першим фільмом нової трилогії вже розпочалася. Видання The Hollywood Reporter повідомило, що Sony офіційно не підтвердила плани щодо майбутніх фільмів про Людину-павука в рамках КВВ, але студія сподівається продовжити співпрацю з Marvel Studios. Холланд казав, що щодо майбутніх фільмів про Людину-павука КВВ обговорювалося «багато цікавого», але про плани він нічого не знав. Він також вважав, що у франшизи світле майбутнє. Через місяць актор доповнив, що досяг того, чого хотів з героєм, і готов попрощатися з роллю, якщо не зіграє її в іншому фільмі, але йому було б сумно покидати франшизу. Паскаль сподівалася на вічну співпрацю Sony і Disney, а Файгі пообіцяв, що вона знову не припиниться, як це було під час роботи над «Немає шляху додому». Файгі заявив, що колись Паркер у виконанні Холланда повернеться в іншому фільмі КВВ. Також продюсер підтвердив, що почав обговорювати сюжет для наступного фільму про Людину-павука разом з Паскаль, Sony і Disney. Історія продовжуватиметься після «важливого рішення», яке прийняв Паркер наприкінці «Немає шляху додому», змусити всіх забути, хто він такий.
У квітні 2022 року Sony очікувала повернення режисера перших трьох частин з Холландом Джона Воттса до зйомок нового фільму про Людину-павука після того, як Воттс відмовився знімати «Фантастичну четвірку» для Marvel Studios. Через місяць гендиректор і голова Sony Pictures Том Ротман сподівався, що вся знімальна група з попередніх фільмів повернеться до зйомок, включаючи Воттса, Холланда і Зендею. У лютому 2023 року Файгі повідомив, що Marvel має «великі ідеї» для сюжету фільму, а сценаристи Кріс Маккенна та Ерік Соммерс вже приступили до написання. Але в травні робота над сценарієм перервалася через страйк Гільдії сценаристів США. Паскаль заявила, що робота над фільмом відновиться після закінчення страйку. Холланд брав участь у творчих зустрічах з приводу фільму, але вони також були призупинені у зв'язку із страйком сценаристів. Страйк закінчився наприкінці вересня, а зустрічі про фільм відновилися в листопаді.
У січні 2024 року журналіст Джефф Снайдер повідомив, що Marvel Studios шукає режисера. Серед можливих кандидатів вважаються Воттс, Дрю Годдард і Джастін Лін. Старт зйомок був запланований на 2025. Але Снайдер повідомив у березні 2024 року, що зйомки заплановані на вересень або жовтень того ж року, оскільки зйомки третього сезону телесеріалу " Ейфорія " із Зендеєю в головній ролі перенесли, щоб у актриси не виникало проблем із графіком зйомок. Журнал Variety повідомив, що сценарій все ще пишеться, а режисера або дату зйомок так і не затвердили. Зйомки повинні пройти у Великобританії. У квітні Холланд розповів, що після закінчення страйку продюсери дали сценаристам час дописати сценарій. У липні Файгі повідомив, що чернетка сценарію з'явиться скоро, а Воттс навряд чи стане режисером через міцну зайнятість над іншими проектами. У результаті Воттс відмовився бути режисером.
Поки сценарій дописували, студії почали зустрічатися з режисерами. Основним претендентом на пост режисера став Дестін Деніел Креттон. У вересні 2024 року він розпочав переговори. Раніше Креттон працював з Marvel Studios над кінокоміксом «Шан-Чі і легенда десяти кілець» і міні-серіалом «Чудо-людина». Тим часом Холланд і Зендея обговорювали з продюсерами виробництво фільму і вели переговори про повернення до ролей, а зйомки запланували на початок 2025 року. Снайдер повідомив, що фільм хочуть випустити в 2026 році, і засумнівався в участі Зендеї в зйомках, так як 2025 рік у актриси розписаний зйомками третього сезону «ейфорії» і третьої частини Дюни. У жовтні Холланд заявив, що задоволений фільмом після прочитання проекту сценарію з Зендеєю, але вважав, що сценарій потрібно доопрацювати. Також актор розповів, що зйомки почнуться влітку 2025 року. Крім того, у Холланда в тому ж році заплановані зйомки в кросовер «Месники: Судний день» і фільмі Крістофера Нолана «Одіссея», які вийдуть у 2026 році. Зйомки наступного фільму «Дюни» відклали на 2026 рік, що дозволило спростити Зендеї графік зйомок. Пізніше дату виходу фільму затвердили на 24 липня 2026 року. Також було підтверджено участь Креттона як режисера. У листопаді було неясно, чи повернеться Зендея до своєї ролі у фільмі після того, як вона поповнила разом з Голландом акторський склад « Одіссеї». Пізніше Снайдер повідомив, що зйомки почнуться не раніше кінця 2025 або початку 2026 року, внаслідок чого дата прем'єри може бути перенесена. У грудні журналіст розповів, що роль Зендеї у фільмі «значно скоротили» через розклад актриси, а зйомки кінокоміксу проходитимуть з червня по жовтень 2025 року між зйомками третього сезону «ейфорії» і третьої частини «Дюни». Крім того, Снайдер повідомив, що Чарлі Кокс повернеться до ролі Метта Мердока / Сміливці. У сценарії будуть фігурувати симбіоти і нові однокласники Паркера. Саша Барон Коен має зіграти Мефісто. Цю роль актор також повинен виконати в серіалі КВМ «Залізне серце».
У лютому 2025 стало відомо, що зйомки почнуться в середині того ж року в Лондоні, а дату прем'єри перенесли на один тиждень, на 31 липня 2026 року. Перенесення дозволило уникнути конкуренції з «Одіссеєю». Variety повідомив, що поки неясно, чи повернеться Зендея до зйомок, але Deadline Hollywood зазначив, що актриса повернеться, хоча її контракт на участь ще не підписаний.
12 березня 2025 року Deadline повідомив, що Седі Сінк приєдналася до акторського складу в нерозкритій ролі.
31 березня 2025 Sony Pictures оголосила, що назва фільму — «Людина-павук: Абсолютно новий день».

### Зйомки
Виробництво кінокоміксу має пройти з червня по жовтень 2025 року у Лондоні. Спочатку зйомки планувалися восени 2024, а потім — протягом 2025 або початку 2026.

## Прокат
Кінокомікс має вийти у прокат у США 31 липня 2026 року. Раніше фільм міг вийти 24 липня, але дату перенесли, щоб уникнути конкуренції з «Одіссеєм». Цього дня Disney планував випустити один із фільмів від Marvel Studios, але у серпні 2024 року студія прибрала фільм із розкладу. Журналіст видання Gizmodo Жермен Люсьє припустив, що розклад поміняли для того, щоб Sony могла затвердити дату прем'єри четвертого фільму про Людину-павука. Фільм має стати частиною шостої фази КВМ.
У квітні 2021 року Sony підписала угоду з Netflix і Disney про права на показ їхніх фільмів, випущених у 2022—2026 роках, після їхнього прокату в кінотеатрах і виходу на домашніх носіях. Netflix підписав контракт на отримання ексклюзивних прав на показ, який триватиме 18 місяців і торкнеться фільмів про Людину-павука, випущених після «Немає шляху додому». Disney же підписав контракт, який включає права на показ фільмів на стрімінгових сервісах Disney + і Hulu, а також на їх трансляції по телевізійних мережах Disney.